# Éric Gagné
Éric Serge Gagné (Montreal, 7 de janeiro de 1976) é um ex-jogador canadense de beisebol que atuava como arremessador reserva destro.

## Biografia
Assinando com o Los Angeles Dodgers como agente livre em 1995, Gagné começou sua carreira como arremessador titular. Depois de ir mal naquele papel, os Dodgers o passaram de para suplente, onde por três anos (2002–2004) ele foi, estatisticamente, o fechador mais fora-de-série no jogo, ganhando o Prêmio Cy Young em 2003. Durante aquele período, ele estabeleceu um recorde na Major League Baseball de 84 chances seguidas de salvamento convertidas.
Seguindo esse sucesso, Gagné jogou moderadamente em 2005 e 2006 devido a lesão, submetendo-se a uma cirurgia Tommy John em 2005 e sofrendo uma séria lesão nas costas em 2006. Ele assinou com o Texas Rangers para a temporada de 2007 e teve êxito novamente como fechador. Após ser trocado para o Boston Red Sox em 31 de julho, Gagné fez parte do time campeão da Série Mundial, embora com uma atuação decepcionante.
Em 9 de dezembro de 2007, Gagné acertou um contrato de 1 ano/US$ 10 mi com o Milwaukee Brewers. Ele se aposentou logo no ano seguinte.